# روبيرتو كريفيلو
روبيرتو كريفيلو (بالإيطالية: Roberto Crivello) (14 سبتمبر 1991 بباليرمو في إيطاليا - ) هو لاعب كرة قدم إيطالي في مركز الدفاع. لعب مع نادي فروسينوني ويوفنتوس ونادي جيلا وكارسو كالتشيو ‏ وSan Marino Calcio ‏.

## وصلات خارجية
- روبيرتو كريفيلو على موقع قاعدة بيانات كرة القدم.إي يو (الإنجليزية)
- روبيرتو كريفيلو على موقع Soccerway.com (الإنجليزية)
- روبيرتو كريفيلو على موقع عالم كرة القدم.نت (الإنجليزية)
- روبيرتو كريفيلو على موقع AS.com (الإسبانية)